# Gerso Fernandes
Gerso Fernandes est un footballeur bissaoguinéen né le 23 février 1991 à Bissau. Il joue au poste d'attaquant à Incheon United.

## Biographie
Gerso Fernandes dispute 112 rencontres en première division portugaise, inscrivant neuf buts. Il joue également six matchs en Ligue Europa.
Le 4 janvier, le Sporting de Kansas City annonce la signature de Gerso comme joueur désigné de la MLS pour trois saisons avec une quatrième année en option.

## Palmarès
- Champion du Portugal de deuxième division en 2012 avec l'Estoril-Praia